# Fat Tony D'Amico
"Fat Tony" D'Amico (spelad av Joe Mantegna och Phil Hartman) är en rollfigur i den animerade tv-serien Simpsons.

## Biografi
Marion Anthony Suzuki D'Amico var den första Fat Tony, han dog i avsnittet Donnie Fatso.
Italien-amerikanen Fat Tony var ledare för Springfields maffia. Han var eftersökt av Springfields poliskår, under ledning av Clancy Wiggum, men han mutade sig vanligen ur de knipor han hamnar i. Bland maffians aktiviteter märks kidnappningar, penningtvätt, smuggling och mord. Hans favoritfilm är Ya-Ya flickornas gudomliga hemligheter. Fat Tony har en son som heter Michael. Tony ville att Michael ska ta över familjens företag men Michael vill hellre bli kock. Michael är även vän med Lisa Simpson. Avsnittet där Michael är med är väldigt likt filmerna om Gudfadern. Då han dog tog hans ledarroll över av kusinen Fit Tony.
Då Fat Tony dog bytte hans kusin Fit Tony från San Diego namn till Fat Tony och blev den nya maffialedaren. Då han blev den nya maffialedaren och var han ägare av gymmet Fit Tony's Gym. Då han fick reda på att Homer tjallade på Fat Tony vilket ledde till hans död så tänkte han döda honom men efter att han fick reda på att Homer älskade honom också så lät han honom leva. Efter att Fit Tony blev den nya maffialedaren så började han äta och började kallas Fit Fat Tony innan han också fick titeln Fat Tony. Han lät senare Selma Bouvier som sin älskare. Då hon fick reda på att han var gift med annan och hon bara hans älskare bröt de förhållandet.